# Harold Mahony
Harold Segerson Mahony (* 13. Februar 1867 in Edinburgh; † 27. Juni 1905 bei Dromore Castle, County Kerry) war ein irischer Tennisspieler und Wimbledon-Sieger 1896.

## Leben
Mahony kam 1867 als einziger Sohn des Barristers John Mahony zur Welt. John Mahony war der sechstgrößte Landeigner von Irland, unter anderem gehörten ihm Dalmore Lodge in Leith, einem Stadtteil von Edinburgh, sowie Dromore Castle in der irischen Grafschaft Kerry.
Harold Mahony, ein ausgezeichneter Tennisspieler, nahm ab 1890 an den Wimbledon Championships teil. Nachdem er bereits 1893 bis ins Finale des All-Comers-Wettbewerb vorgestoßen war, errang er bei den Wimbledon Championships 1896 seinen einzigen Titel in Wimbledon, indem er in der Challenge Round den Vorjahressieger Wilfred Baddeley besiegte. Das Finalmatch ging mit 6:2, 6:8, 5:7, 8:6, 6:3 für Mahony aus und wurde damit bis 1954 das längste Finalmatch. Im darauf folgenden Jahr musste er sich Reginald Doherty in der Challenge Round geschlagen geben. 1898 gewann Mahony die internationalen deutschen Tennismeisterschaften, indem er im Finale Joshua Pim besiegte.
Bei den Olympischen Spielen 1900 in Paris errang er im Einzel und im Mixed mit der Französin Yvonne Prévost den zweiten Platz. Darüber hinaus wurde ihm für den dritten Platz im Doppel nachträglich die Bronzemedaille zuerkannt – bei den Spielen gab es zunächst nur Medaillen für die ersten beiden Plätze.
Mahony hatte mit einer Körpergröße von 1,91 m eine große Reichweite und, im Gegensatz zu den meisten anderen Spielern, eine bessere Rück- als Vorhand. Er starb im Alter von 38 Jahren am 27. Juni 1905 beim Familienanwesen Dromore Castle bei einem Fahrradunfall.